# Pierre Nora
Pour les articles homonymes, voir Nora (homonymie).
Pierre Nora, né le 17 novembre 1931 dans le 8e arrondissement de Paris et mort le 2 juin 2025 dans le 15e arrondissement, est un historien et éditeur français, membre de l'Académie française.
Il est réputé pour ses travaux sur le « sentiment national » et sa composante mémorielle, sur le métier d'historien, ainsi que pour son rôle dans l'édition en sciences sociales. Son nom est associé à la Nouvelle Histoire.

## Biographie

### Famille et jeunesse
Né dans une famille de la bourgeoisie juive ashkénaze, Pierre Nora est le fils de l'éminent urologue Gaston Nora et de Julie Lehman, tous deux issus de familles d'anciennes souches lorraines, et le frère du haut fonctionnaire Simon Nora, ancien résistant haut fonctionnaire et  président de la banque Lehman Brothers.
Durant la Seconde Guerre mondiale, son père, qui a sauvé la vie de Xavier Vallat durant la Première Guerre mondiale, reste à Paris, tandis que le reste de la famille va se réfugier en zone libre à Grenoble, puis dans un collège à Villard-de-Lans. Il[Qui ?] doit finalement fuir pour échapper à la Gestapo. En 1944, la famille est de retour à Paris.

### Formation
Après des études secondaires au lycée Carnot, il est, au début des années 1950, élève en hypokhâgne puis en khâgne au lycée Louis-le-Grand, mais échoue trois fois au concours d'entrée à l'École normale supérieure. Il obtient par la suite une licence en philosophie et est reçu à l'agrégation d'histoire en 1958.

### Carrière universitaire
Professeur au lycée Lamoricière (aujourd'hui lycée Pasteur) d'Oran jusqu'en 1960, il en rapporte un essai publié sous le titre Les Français d'Algérie (1961).
Il est pensionnaire de la Fondation Thiers de 1961 à 1963, et assistant puis maître-assistant à l'Institut d'études politiques de Paris de 1965 à 1977. En 1977, il est élu directeur d'études à l'École des hautes études en sciences sociales.

### Carrière dans l'édition
Parallèlement, Pierre Nora mène une carrière dans l'édition. Il entre d'abord en 1964 chez Julliard, où il crée la collection de poche « Archives ».

#### Gallimard
En 1965, il rejoint les éditions Gallimard ; la maison, déjà bien installée dans le marché de la littérature, souhaite développer son secteur des sciences sociales. C'est lui qui accomplira cette mission en créant deux collections importantes, la « Bibliothèque des sciences humaines », en 1966, et la « Bibliothèque des histoires », en 1970, ainsi que la collection « Témoins » en 1967.
Il y publie des travaux qui constituent des références incontournables dans leurs champs de recherche, notamment :
- Dans la « Bibliothèque des sciences humaines », Raymond Aron (Les Étapes de la pensée sociologique, 1967) ; Georges Dumézil (Mythe et Épopée, 1968-1973) ; Marcel Gauchet (Le Désenchantement du monde, 1985) ; Marshall Sahlins (Âge de pierre, âge d'abondance, 1976) ; Étienne Balazs (La Bureaucratie céleste, 1968) ; Claude Lefort (Les Formes de l'histoire, 1978) ; Henri Mendras (La Seconde Révolution française, 1988) ; Michel Foucault (Les Mots et les Choses, 1966, L'Archéologie du savoir 1969) ; Geneviève Calame-Griaule (Ethnologie et Langage, 1966).
- Dans la « Bibliothèque des histoires », François Furet (Penser la Révolution française, 1978) ; Emmanuel Le Roy Ladurie (Montaillou, village occitan de 1294 à 1324, 1975, meilleure vente de la collection avec 145 000 exemplaires) ; Michel de Certeau (L'Écriture de l'histoire, 1975) ; Georges Duby (Le Temps des cathédrales, 1976) ; Jacques Le Goff (Saint Louis, 1997) ; Jean-Pierre Vernant (L'Individu, la mort, l'amour, 1989) ; Oskar Anweiler (Les Soviets en Russie, 1972)[12] ; Maurice Agulhon (Histoire vagabonde, 1988-1996) ; Michel Foucault (Histoire de la folie à l'âge classique, 1972 ; Surveiller et punir, 1975, Histoire de la sexualité, 1976-1984).
- Des chercheurs étrangers qu'il contribue à introduire en France, comme Ernst Kantorowicz (Les Deux Corps du roi, 1957, publié en 1989) ; Thomas Nipperdey (Réflexions sur l'histoire allemande, 1983-1992, publié en 1992) ; Karl Polanyi (La Grande Transformation, 1944, publié en 1983).

En mai 1980, il fonde la revue Le Débat avec le philosophe Marcel Gauchet ; elle devient vite l'une des revues intellectuelles françaises majeures, jusqu'à l'arrêt de sa publication en septembre 2020.
Il dirige, de 1984 à 1992, les trois tomes des Lieux de mémoire, encyclopédie se donnant pour but d’établir un inventaire des lieux et des objets dans lesquels s'est incarnée la mémoire nationale des Français.

### Fonctions administratives
Il est président de la Librairie européenne des idées au Centre national du livre, de 1991 à 1997, et membre du conseil d'administration de la Bibliothèque nationale de France, de 1997 à 2000.
Il est membre du conseil scientifique de l'École nationale des chartes à partir de 1991, du conseil d'administration du château, du musée et du domaine de Versailles depuis 1995, et du Haut Comité des célébrations nationales depuis 1998.

### Vie intellectuelle
Pierre Nora a lié de nombreuses amitiés dans le monde intellectuel : Pierre Vidal-Naquet, Gilbert Dagron, Philippe Verdier, René Char, Christian Bourgois, François Furet, Roger Stéphane, André Fermigier, Jean-François Revel, Jacques Derrida, Pierre-Jean Remy…
En février 1978, il fait partie des membres fondateurs du Comité des intellectuels pour l'Europe des libertés.
Il participe à la Fondation Saint-Simon, créée en 1982 par François Furet et Pierre Rosanvallon et dissoute en 1999.
En 1990, il fait partie du petit nombre d'historiens, avec notamment Pierre Vidal-Naquet et Madeleine Rebérioux, à s'opposer à la loi Gayssot.
Il s'oppose à la loi du 23 février 2005 « portant reconnaissance de la Nation et contribution nationale en faveur de Français rapatriés » en cosignant une pétition dans le quotidien Libération intitulée « Liberté pour l'histoire ». Cette loi, dont l'alinéa 2 de l'article 4 a été abrogé le 15 février 2006, établissait que les programmes de recherche devaient accorder plus d'importance à la place de la présence française outre-mer et que les programmes scolaires devaient en reconnaître le rôle positif.
Il est signataire de l'appel de Blois (« Liberté pour l'Histoire »), le 10 octobre 2008.

### Vie privée
De 1964 à 1976, il est marié avec l'historienne de l'art et conservatrice de musée Françoise Cachin, morte en 2011.
En 2021 il révèle qu'il a eu un fils en 1985 prénommé Elphège-Pierre.
Il est, à partir de 2012, le compagnon de la journaliste Anne Sinclair.

### Décès
Pierre Nora meurt à Paris le 2 juin 2025 à l'âge de 93 ans.

## Publications

### Ouvrages
- Les Français d'Algérie (préf. Charles-André Julien), Paris, Éditions Julliard, 1961, 255 p. (présentation en ligne) Édition revue et augmentée : Les Français d'Algérie (précédé de Cinquante ans après. Et suivi d'un document inédit, Mon cher Nora de Jacques Derrida), Paris, Christian Bourgois, 2012, 339 p. (ISBN 978-2-267-02423-4, présentation en ligne).
- Liberté pour l'histoire (avec Françoise Chandernagor), Paris, CNRS Éditions, 2008, 58 p. (ISBN 978-2-271-06684-8)
- Présent, nation, mémoire, Paris, Éditions Gallimard, coll. « Bibliothèque des histoires », 2011, 420 p. (ISBN 978-2-07-013547-9, présentation en ligne), [présentation en ligne]
- Historien public, Paris, Gallimard, 2011, 537 p. (ISBN 978-2-07-013370-3, présentation en ligne)
- Recherches de la France, Paris, Gallimard, coll. « Bibliothèque des histoires », 2013, 592 p. (ISBN 978-2-07-014046-6)
- Esquisse d'ego-histoire (suivi de L'historien, le pouvoir et le passé. Précédé de L'histoire selon Pierre Nora par Antoine Arjakovsky), Paris, Desclée de Brouwer, 2013, 97 p. (ISBN 978-2-220-06512-0)
- Jeunesse, Paris, Gallimard, 2021, 233 p. (ISBN 978-2-07-293867-2, présentation en ligne) Réédition : Jeunesse, Paris, Gallimard, coll. « Folio » (no 7119), 2022, 233 p., poche (ISBN 978-2-07-297782-4).
- Une étrange obstination, Paris, Gallimard, 2022, 340 p. (ISBN 978-2-07-299541-5, présentation en ligne), [présentation en ligne]

### Principales directions d'œuvres collectives

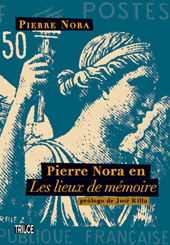
Édition uruguayenne de l'ouvrage Les Lieux de mémoire, 2008.

- Faire de l'histoire, avec Jacques Le Goff, éditions Gallimard coll. « Bibliothèque des histoires », Paris, 1974, 3 tomes :
  - T. 1 Nouveaux problèmes
  - T. 2 Nouvelles approches
  - T. 3 Nouveaux objets
- Les Lieux de mémoire, Paris, Gallimard, coll. « Bibliothèque illustrée des histoires » (no 3) :
  - Tome 1, La République, 1984, XLII-674 p. (ISBN 2-07-070192-1, présentation en ligne), [présentation en ligne], [présentation en ligne]
  - Tome 2, La Nation, 1986, XXI-610, 662, 667 p. (ISBN 2-07-070658-3, 2-07-070659-1 et 2-07-070794-6, présentation en ligne), [présentation en ligne]
  - Tome 3, Les France, 1992, 988, 988, 1034 p. (ISBN 2-07-072302-X, 2-07-072303-8 et 2-07-072304-6)
- Essais d'ego-histoire, Gallimard coll. « Bibliothèque des histoires », Paris, 1987, présentation en ligne Essais autobiographiques par sept historiens : Maurice Agulhon, Pierre Chaunu, Georges Duby, Raoul Girardet, Jacques Le Goff, Michelle Perrot et René Rémond.
- De quoi l'avenir intellectuel sera-t-il fait, avec Marcel Gauchet, Paris, Gallimard coll. « Le Débat », 2010

## Distinctions

### Honneurs
- Doctorat honoris causa de l'Université Laval de Québec en 1999.
- Membre de l'Académie française, élu le 7 juin 2001, au vingt-septième fauteuil, où il succède à Michel Droit[21]. Il est reçu le 6 juin 2002 par René Rémond[22].

### Décorations
- Grand officier de la Légion d'honneur (Il est fait chevalier le 31 décembre 1989[23], promu officier le 8 avril 1998[24], commandeur le 9 avril 2004[25], puis est élevé à la dignité de grand officier le 12 juillet 2013)[26].
- Grand-croix de l'ordre national du Mérite en 2022[27],[28] (officier en 1993[29]).
- Commandeur de l'ordre des Arts et des Lettres (1994[30]).

### Prix littéraires
- 1988 : prix Diderot-Universalis[31].
- 1991 : prix Louise-Weiss de la Bibliothèque nationale de France[31].
- 1993 : grand prix Gobert de l'Académie française, pour Les Lieux de mémoire[31].
- 1993 : grand prix national de l'histoire.
- 2011 : prix Jean-Zay[31].
- 2012 : prix Montaigne de Bordeaux, pour son ouvrage Historien public et pour l'ensemble de son œuvre[32],[31].
- 2014 : prix Dan-David dans la catégorie Passé – Histoire et mémoire[33].
- 2021 : prix Jean-Jacques Rousseau de l'autobiographie pour son ouvrage Jeunesse (Gallimard)[34].